# C15H28O
化学式C15H28O，相对摩尔质量：222.37 g/mol）可能指：
- 桉叶烷醇，CAS号：51317-08-9
- 环十五酮，CAS号：502-72-7
- 3,7,11-三甲基-1-十二炔-3-醇，CAS号：1604-35-9
- 二氢法尼醇，CAS号：37519-97-4

|  | 这个同类索引页列出了具有相同分子式的化学物（即同分異構體）条目。 除非您是有意链接至本页，否则应将相应条目的内部链接指向正确的条目。 |